# Aquilegia nevadensis
Aquilegia nevadensis là một loài thực vật có hoa trong họ Mao lương. Loài này được Boiss. & Reut. mô tả khoa học đầu tiên năm 1854.

## Hình ảnh

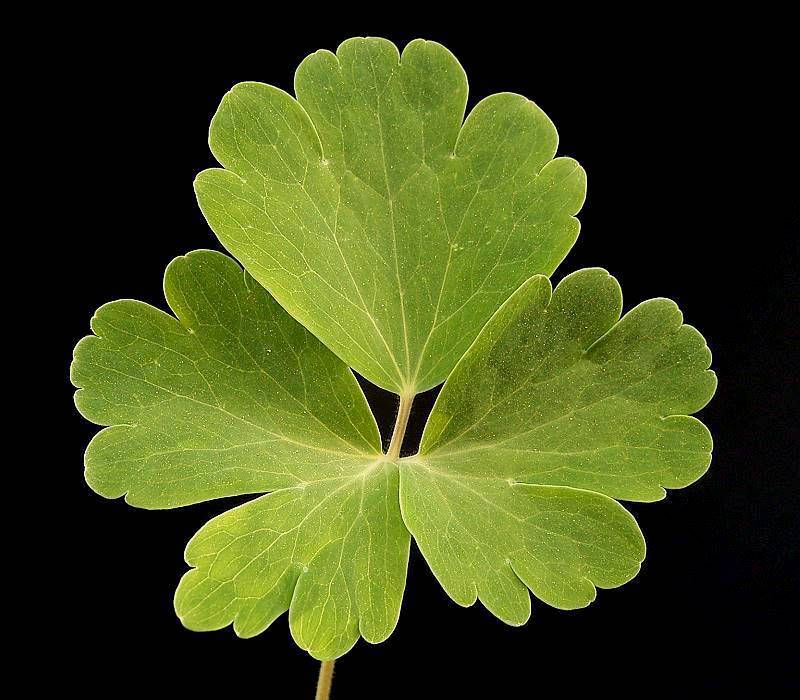
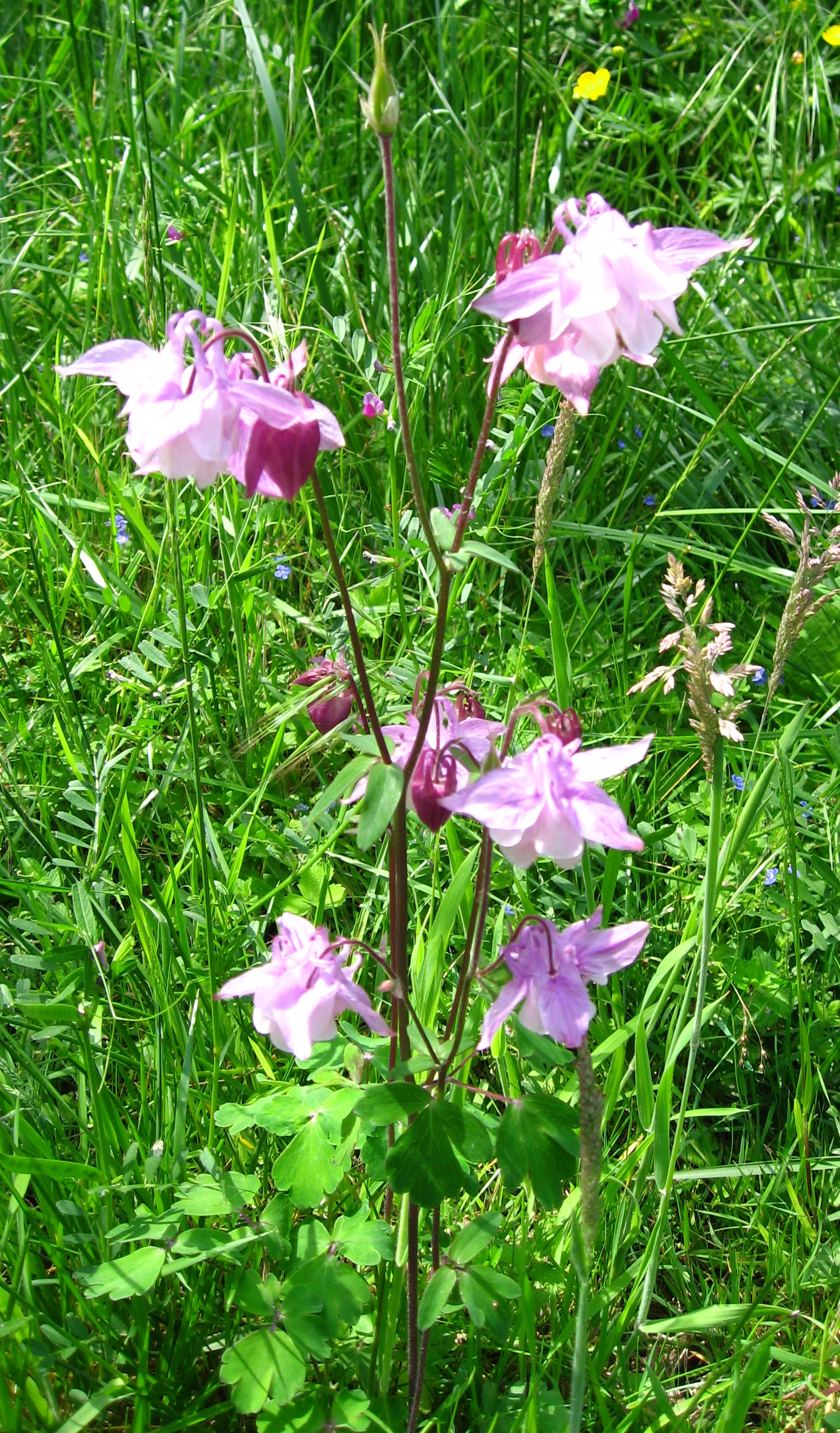
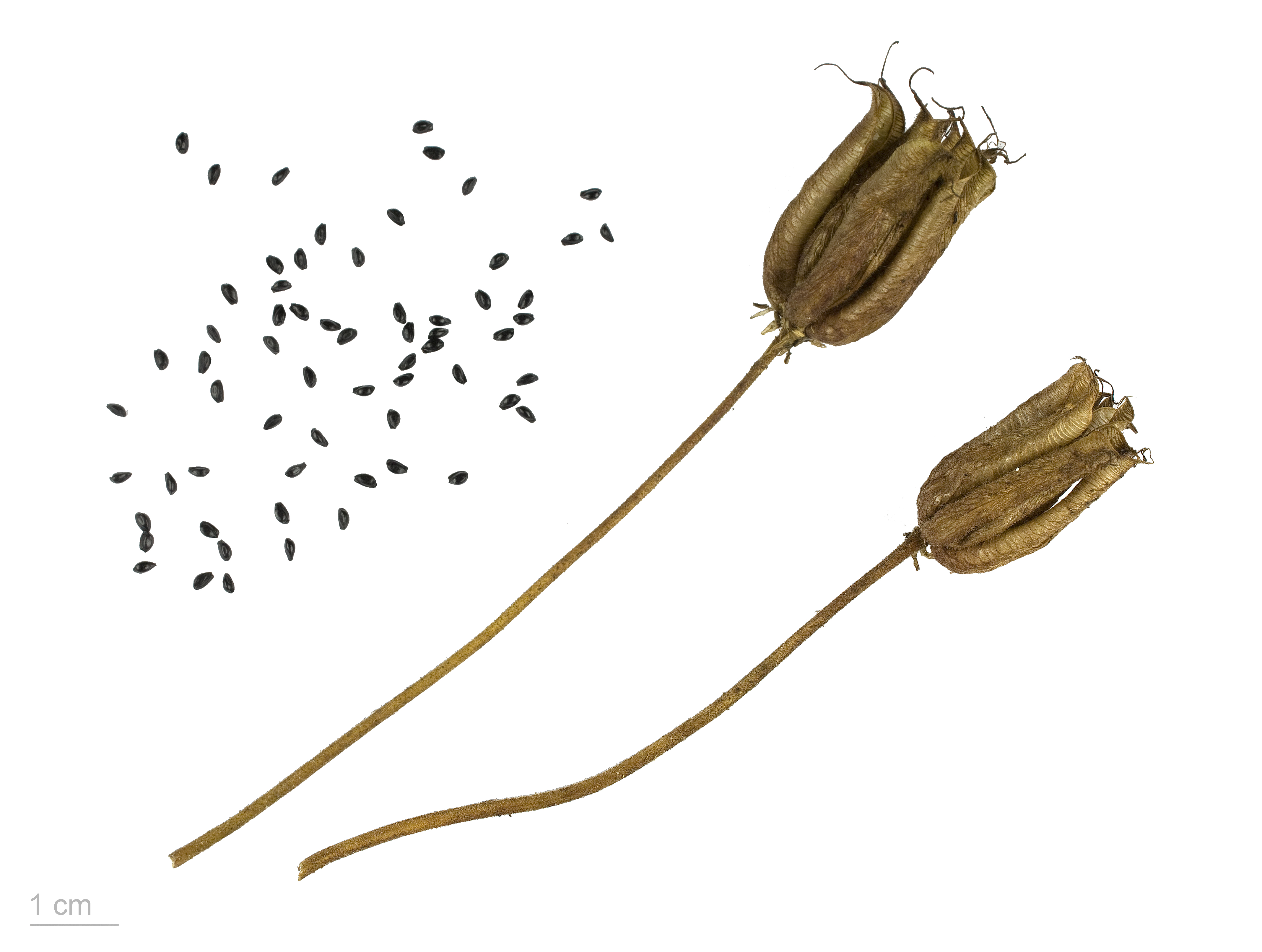
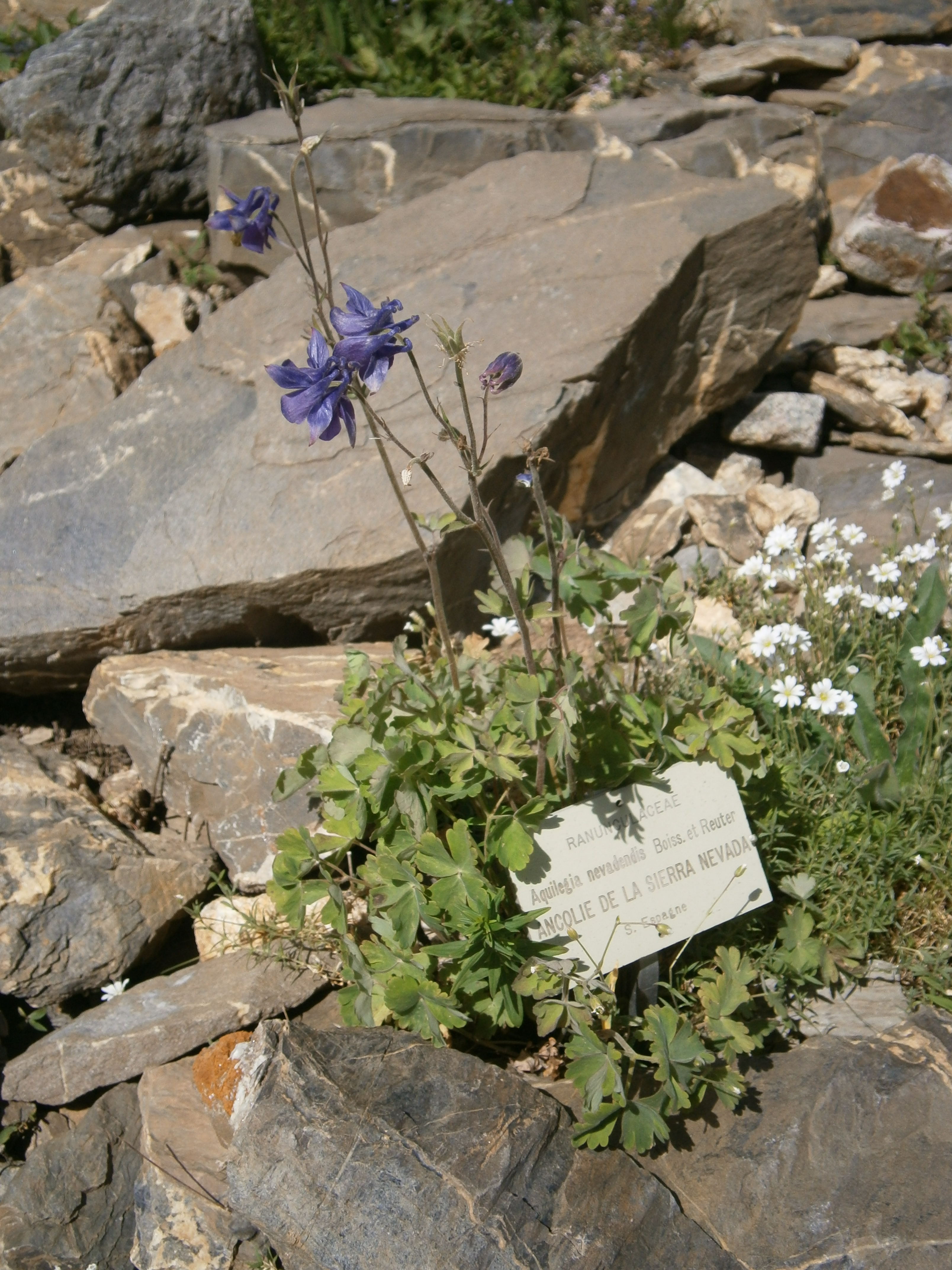